# Phoolan Devi
Phoolan Devi (hindi: फूलन देवी)  (districte de Jalaun, 10 d'agost de 1963 - Nova Delhi, 25 de juliol de 2001) coneguda com La Reina dels Bandits, va ser una bandolera i política socialista.

## Biografia
Va néixer al poble de Gorha Ca Purwa, un petit llogaret d'Uttar Pradesh, a l'agost de 1963, en el si d'una família de la casta mallah, una de les més baixes de l'Índia. Als 11 anys va ser obligada a casar-se amb un home 20 anys major que va abusar sexualment d'ella de forma continuada. Devi es va escapar del seu marit i va tornar a la casa familiar on fou rebutjada. Quan tenia 21 anys va ser acusada de robatori, detinguda i violada per la policia.

## La vida de bandolera
En sortir de la presó, Devi es va guanyar la vida mitjançant robatoris menors fins que va ser capturada per una colla de dacoits (bandolers o assaltants de camins) essent protegida d'una nova violació pel cap de la colla, Vikram, que es casà amb Devi.
Una de les primeres accions de Devi amb la colla de dacoits fou l'assalt al llogaret del seu antic marit, assassinant-lo i mostrant el seu cadàver al veïnat. Posteriorment, l'activitat de la banda de dacoits consistí a assaltar llogarets poblats pels membres de les castes superiors i a segrestar-ne els terratinents per exigir un rescat pel seu alliberament. Pel que sembla, després de cada crim, Devi visitava un temple de Durga per agrair a la deessa la seva protecció.
L'entrada a la banda de diversos membres d'una casta superior (els tahkur o kshatriya) va començar a causar tensions en el grup, que van culminar amb l'assassinat de Vikram (ell també pertanyia a la casta mallah) i el segrest i nova violació de Devi. Quan aquesta va aconseguir escapar, va organitzar una quadrilla de mallahs i com a líder va dirigir nous atacs contra castes superiors. Encara que s'afirma que Devi tan sols atacava a les castes altes i repartia el botí, les autoritats índies insisteixen que aquestes afirmacions són tan sols part de la llegenda romàntica del personatge.
Durant la incursió al llogaret de Behmai al febrer de 1981, Devi va reconèixer a dos membres de la seva antiga quadrilla, els quals havien participat en la seva violació i l'assassinat del seu marit. Després de buscar pels voltants a la resta del grup sense trobar-los, van ser assassinats tots els membres de la casta tahkur del llogaret. Posteriorment, Devi va negar haver participat en la matança.
Després de la massacre de Behmai, les autoritats d'Uttar Pradesh van perseguir infructuosament l'escamot de Devi i el governador de l'estat va dimitir a conseqüència de la matança. En aquests moments és quan comença a ser coneguda com la Reina dels Bandits i es comercialitzen les nines de Devi caracteritzada com la deessa Durga.

## Rendició i estada a la presó
El 1983 les autoritats índies no havien aconseguit detenir Devi, per la qual cosa el govern d'Indira Gandhi va decidir arribar a un acord amb la banda. Amb tot, la colla de Devi estava minvada a conseqüència de les morts de diversos membres en enfrontaments armats i la pròpia Devi estava malalta.
Al febrer de 1983 Devi va fer públiques les seves condicions:
- Es lliuraria tan sols a la policia de Madhya Pradesh, ja que no confiava en la policia d'Uttar Pradesh.
- No seria condemnada a mort.
- Els membres de la seva colla no serien condemnats a més de 8 anys de presó.
- El seu germà hauria de rebre un treball com a funcionari.
- La seva família hauria de ser escortada fins a la cerimònia de lliurament.

En la cerimònia de rendició va lliurar el seu fusell davant dels retrats de Mahatma Gandhi i la deessa Durga. A la cerimònia van assistir aproximadament 10.000 persones, i Devi i la seva colla van ser detinguts per 300 policies. Devi va ser acusada de 48 crims, incloent-hi bandolerisme, assassinat i segrest. No obstant això, la causa principal de la seva detenció, la massacre de Behmai, no va ser resolta en el judici en no haver-hi cap testimoni viu i negar Devi la seva responsabilitat en les morts.
Després de passar 11 anys a les presons de Gwalior i Tihar, Devi es va beneficiar d'un indult parcial i va sortir de la presó el 1994.

## Vida política
Després de sortir de la presó, Devi es va casar amb un constructor adinerat i es va establir per un temps a Nova Delhi. Tanmateix, aquesta relació va esdevenir turbulenta i Devi va interposar diverses denúncies contra el seu marit per maltractaments.
El 1996 va tornar a Uttar Pradesh i es va presentar a les eleccions com a diputada socialista pel Partit Samajwadi al municipi de Mirzapur. El Partit Bharatiya Janata (representant de les castes més altes) i el Kshatriya Swabhimaan Andolan Samanvay (KSASC) van començar una forta campanya en contra de Devi, a pesar de la qual cosa va ser elegida com a diputada. El 1998 va ser nominada per al Premi Nobel de la Pau, i l'any 1999 va renovar el seu escó.

## Assassinat
El 25 de juliol de 2001 Devi va ser assassinada a trets a l'entrada de la seva residència a Nova Delhi. El principal acusat de l'assassinat, Sher Singh Rana, es va lliurar a la policia i va justificar el crim com a venjança per la matança de Behmai. El 2004 Rana es va escapar de la presó essent arrestat el 2006. Aquell mateix any el KSASC honrava Rana per haver netejat l'honor de la seva casta amb l'assassinat de Devi.

## Autobiografia i cinema
Shekhar Kapur va fer la pel·lícula Bandit Queen (1994) sobre la vida de Phoolan Devi fins al seu lliurament el 1983. Encara que Phoolan Devi és una heroïna a la pel·lícula, ella contradigué la seva veracitat i va lluitar per aconseguir que fos prohibida a l'Índia. Fins i tot va amenaçar d'immolar-se si no es retirava la pel·lícula. Devi va retirar les seves objeccions després que el productor de Canal 4 li pagués £ 40.000.
Tot i ser analfabeta, Devi va escriure la seva autobiografia amb l'ajuda de les autores Marie-Therese Cuny i Rambali Paul.